# 李遜 (正統進士)
李遜（1405年—？），字時敏，江西建昌府南豐縣人，軍籍，明朝政治人物。

## 生平
湖廣鄉試第七名舉人，正統四年（1439年）中式己未科會試第九十二名，三甲第四十六名進士。任大理府知府。

## 家族
曾祖李文盛；祖父李伯儀；父李應祖，國子監助教。